# Waterland (commune)
Pour les articles homonymes, voir Waterland.
Waterland () est une commune néerlandaise située en province de Hollande-Septentrionale. Elle est localisée au nord-est de la ville d'Amsterdam, sur le bord de l'IJsselmeer. Entre la côte et la presqu'île de Marken est située la Gouwzee. Lors du recensement de 2019, elle comptait 17 315 habitants. La commune comporte la ville de Monnickendam et les villages de Broek in Waterland, Het Schouw, Ilpendam, Katwoude, Marken, Uitdam, Watergang et Zuiderwoude.

## Histoire

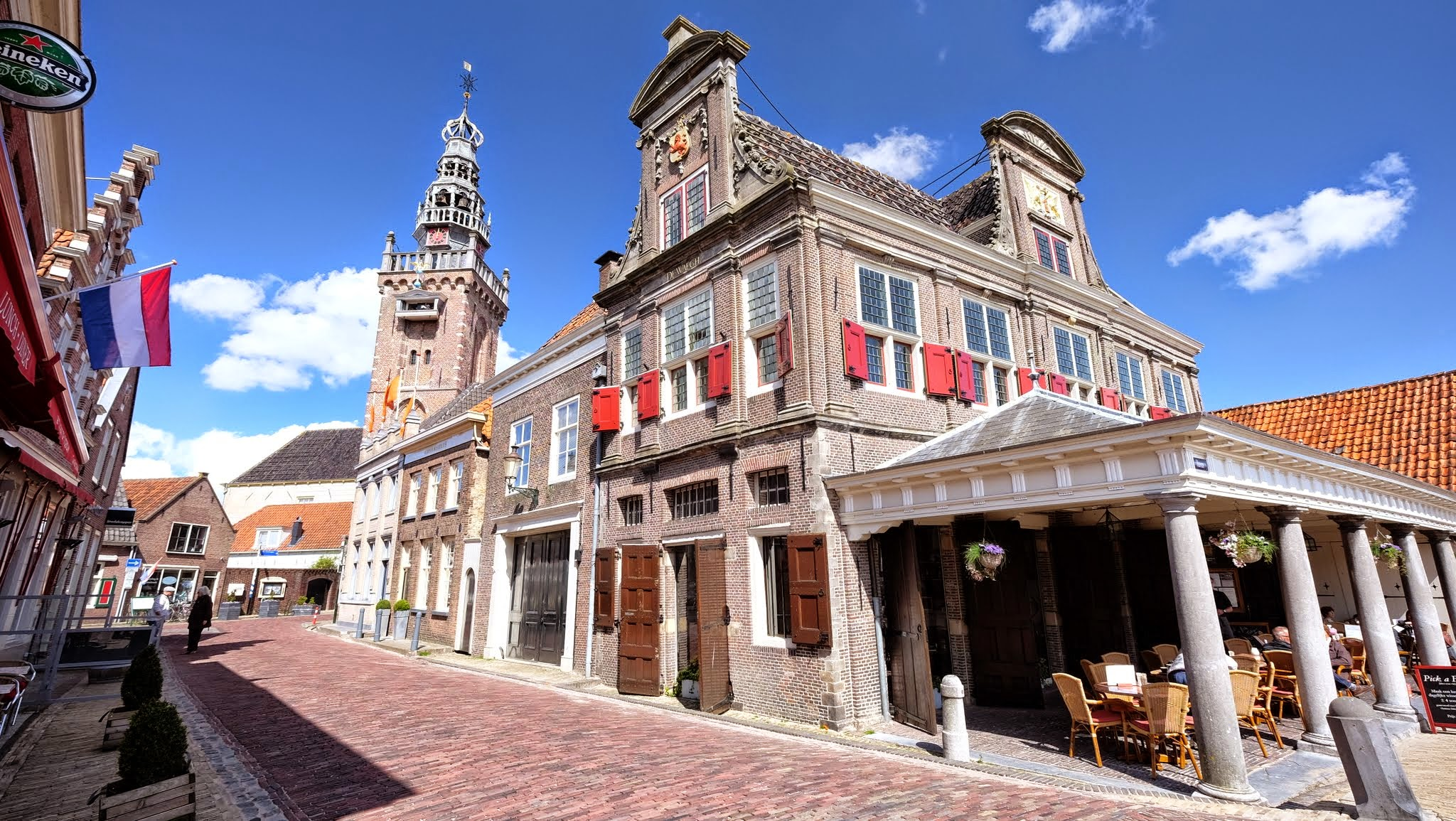
Monnickendam.

La commune de Waterland est créée par la fusion en 1991 des cinq communes de Broek in Waterland, Ilpendam, Katwoude, Marken et Monnickendam.

## Géographie
Waterland est membre de la communauté d'agglomération Stadsregio Amsterdam, regroupant les communes autour d'Amsterdam. Elle est bordée au nord par Edam-Volendam, au nord-ouest par Purmerend, à l'ouest par Landsmeer, au sud par Amsterdam et à l'est par la province du Flevoland. Elle compte 115,66 km2 de superficie, dont 63,55 km2 d'eau.